# Clint Dempsey
Clinton Drew Dempsey (/ˈdɛmpsi/; sinh này 9 tháng 3 năm 1983) là một cựu cầu thủ bóng đá chuyên nghiệp người Hoa Kỳ chơi ở vị trí tiền đạo. Trong sự nghiệp của anh, anh đã từng thi đấu ở Anh cho câu lạc bộ Fulham và Tottenham Hotspur, và ở Major League Soccer cho New England Revolution và Seattle Sounders FC.

## Thống kê sự nghiệp

### Câu lạc bộ
Tính đến 30 tháng 5 năm 2018
| Câu lạc bộ             | Mùa giải            | Giải đấu                    | Giải đấu | Giải đấu | Cúp  | Cúp | Khác | Khác | Châu lục | Châu lục | Tổng số | Tổng số |
| Câu lạc bộ             | Mùa giải            | Hạng                        | Trận     | Bàn      | Trận | Bàn | Trận | Bàn  | Trận     | Bàn      | Trận    | Bàn     |
| ---------------------- | ------------------- | --------------------------- | -------- | -------- | ---- | --- | ---- | ---- | -------- | -------- | ------- | ------- |
| New England Revolution | 2004                | MLS                         | 24       | 7        | 1    | 0   | 3    | 0    | —        | —        | 28      | 7       |
| New England Revolution | 2005                | MLS                         | 26       | 10       | 0    | 0   | 4    | 1    | —        | —        | 30      | 11      |
| New England Revolution | 2006                | MLS                         | 21       | 8        | 1    | 0   | 2    | 0    | 2        | 0        | 26      | 8       |
| New England Revolution | Tổng số             | Tổng số                     | 71       | 25       | 2    | 0   | 9    | 1    | 2        | 0        | 84      | 26      |
| Fulham                 | 2006–07             | Giải bóng đá Ngoại hạng Anh | 10       | 1        | 2    | 0   | 0    | 0    | —        | —        | 12      | 1       |
| Fulham                 | 2007–08             | Giải bóng đá Ngoại hạng Anh | 36       | 6        | 2    | 0   | 2    | 0    | —        | —        | 40      | 6       |
| Fulham                 | 2008–09             | Giải bóng đá Ngoại hạng Anh | 35       | 7        | 5    | 1   | 1    | 0    | —        | —        | 41      | 8       |
| Fulham                 | 2009–10             | Giải bóng đá Ngoại hạng Anh | 29       | 7        | 2    | 0   | 0    | 0    | 13       | 2        | 44      | 9       |
| Fulham                 | 2010–11             | Giải bóng đá Ngoại hạng Anh | 37       | 12       | 3    | 0   | 2    | 1    | —        | —        | 42      | 13      |
| Fulham                 | 2011–12             | Giải bóng đá Ngoại hạng Anh | 37       | 17       | 2    | 3   | 0    | 0    | 7        | 3        | 46      | 23      |
| Fulham (cho mượn)      | 2013–14             | Giải bóng đá Ngoại hạng Anh | 5        | 0        | 2    | 0   | 0    | 0    | —        | —        | 7       | 0       |
| Fulham (cho mượn)      | Tổng số             | Tổng số                     | 189      | 50       | 18   | 4   | 5    | 1    | 20       | 5        | 232     | 60      |
| Tottenham Hotspur      | 2012–13             | Giải bóng đá Ngoại hạng Anh | 29       | 7        | 2    | 3   | 2    | 0    | 10       | 2        | 43      | 12      |
| Tottenham Hotspur      | Tổng số             | Tổng số                     | 29       | 7        | 2    | 3   | 2    | 0    | 10       | 2        | 43      | 12      |
| Seattle Sounders FC    | 2013                | MLS                         | 9        | 1        | 0    | 0   | 3    | 0    | —        | —        | 12      | 1       |
| Seattle Sounders FC    | 2014                | MLS                         | 26       | 15       | 1    | 1   | 4    | 1    | —        | —        | 31      | 17      |
| Seattle Sounders FC    | 2015                | MLS                         | 20       | 10       | 1    | 0   | 3    | 2    | —        | —        | 24      | 12      |
| Seattle Sounders FC    | 2016                | MLS                         | 17       | 8        | 0    | 0   | 0    | 0    | 2        | 2        | 19      | 10      |
| Seattle Sounders FC    | 2017                | MLS                         | 29       | 12       | 0    | 0   | 4    | 2    | 0        | 0        | 33      | 14      |
| Seattle Sounders FC    | 2018                | MLS                         | 14       | 1        | 0    | 0   | 0    | 0    | 3        | 1        | 17      | 2       |
| Seattle Sounders FC    | Tổng số             | Tổng số                     | 115      | 47       | 2    | 1   | 14   | 5    | 5        | 3        | 136     | 56      |
| Tổng quan sự nghiệp    | Tổng quan sự nghiệp | Tổng quan sự nghiệp         | 404      | 129      | 24   | 8   | 30   | 7    | 37       | 10       | 475     | 154     |

### Quốc tế
Tính đến 10 tháng 10 năm 2017.
| Đội tuyển quốc gia | Năm     | Trận | Bàn |
| ------------------ | ------- | ---- | --- |
| Hoa Kỳ             | 2004    | 1    | 0   |
| Hoa Kỳ             | 2005    | 13   | 2   |
| Hoa Kỳ             | 2006    | 9    | 4   |
| Hoa Kỳ             | 2007    | 13   | 3   |
| Hoa Kỳ             | 2008    | 10   | 4   |
| Hoa Kỳ             | 2009    | 14   | 4   |
| Hoa Kỳ             | 2010    | 8    | 2   |
| Hoa Kỳ             | 2011    | 14   | 5   |
| Hoa Kỳ             | 2012    | 9    | 6   |
| Hoa Kỳ             | 2013    | 10   | 6   |
| Hoa Kỳ             | 2014    | 9    | 3   |
| Hoa Kỳ             | 2015    | 10   | 9   |
| Hoa Kỳ             | 2016    | 10   | 4   |
| Hoa Kỳ             | 2017    | 11   | 5   |
| Tổng số            | Tổng số | 141  | 57  |

## Danh hiệu

### Câu lạc bộ
New England Revolution
- Cúp MLS: Á quân 2005, 2006

Fulham
- UEFA Europa League: Á quân 2009–10

Seattle Sounders
- Supporters' Shield: 2014
- U.S. Open Cup: 2014[5]
- Cúp MLS: 2016, Á quân 2017

### Quốc tế
- Cúp Liên đoàn các châu lục: Á quân 2009
- Cúp Vàng CONCACAF: 2005, 2007, 2017, Á quân 2011

### Cá nhân
- Fulham Cầu thủ của mùa giải: 2010–11, 2011–12
- Cúp Liên đoàn các châu lục Quả bóng Đồng: 2009
- Cúp Liên đoàn các châu lục Đội hình toàn sao: 2009[6]
- Vua phá lưới Cúp Vàng CONCACAF: 2015
- Cầu thủ bóng đá Hoa Kỳ của Năm: 2007, 2011, 2012
- Honda Player of the Year: 2006, 2011, 2012
- MLS All-Star (4): 2005, 2014, 2015, 2016
- MLS Rookie of the Year: 2004
- MLS Comeback Player of the Year: 2017

Vua phá lưới
- Fulham: 2010–11, 2011–12